# دوگلاس کادوالادر
دوگلاس کادوالادر (انگلیسی: Douglass Cadwallader; ۲۹ ژانویهٔ ۱۸۸۴ – ۷ فوریهٔ ۱۹۷۱) گلف‌باز اهل ایالات متحده آمریکا بود.